# Кондратьев, Виктор Евгеньевич
Виктор Евгеньевич Кондра́тьев (род. 25 июля 1992 года) — российский пловец, мастер спорта России международного класса, в 2013 году в Челябинске на чемпионате России по плаванию в ластах установил новый рекорд России в заплыве на дистанции 50 метров, проплыв за 18,77 секунд.

## Карьера
Тренируется в СДЮСШОР «Энергия» города Красноярска. Призёр национальных и международных турниров.
Приказом министра спорта № 30-нг от 01.04.2014 — мастер спорта России международного класса.
Также занимается плаванием. Является мастером спорта (приказ Минспорттуризма № 44-нг от 04.04.2011 г.). Призёр чемпионата России 2009 году в эстафетном плавании, неоднократный чемпион и призёр зональных чемпионатов по плаванию, двукратный призёр чемпионатов России среди студентов. Двукратный вице-чемпион мира, бронзовый призёр чемпионата Европы.
Студент Института физической культуры, спорта и туризма Сибирского федерального университета города Красноярска.